# Erwann Corbel
Erwann Corbel (Rennes, 20 april 1991) is een Frans voormalig wielrenner die laatstelijk voor Vital Concept Cycling Club uitkwam.

## Carrière
Eind 2012 liep Corbel stage bij Cofidis. Zijn eerste profcontract tekende hij echter bij Bretagne-Séché Environnement, waar hij twee seizoenen voor zou rijden. Na twee jaar lang op een lager niveau te hebben gereden keerde Corbel in 2017 bij zijn oude ploeg, die inmiddels Fortuneo-Vital Concept heette.

## Overwinningen
2012
3e etappe Kreiz Breizh Elites
2013
2e etappe deel B Kreiz Breizh Elites

## Resultaten in voornaamste wedstrijden
| Jaar | Parijs-Roubaix |
| ---- | -------------- |
| 2014 | opgave         |
| 2015 |                |
| 2016 |                |
| 2017 | buit.tijd      |

## Ploegen
2012 –  Cofidis, le Crédit en Ligne (stagiair vanaf 1 augustus)
2013 –  Bretagne-Séché Environnement
2014 –  Bretagne-Séché Environnement
2017 –  Fortuneo-Oscaro 
2018 –  Vital Concept Cycling Club
1. ↑  Tot juli heette de ploeg Fortuneo-Vital Concept, maar na het aantrekken van Oscaro als cosponsor werd de naam veranderd.